# Nora Alawie
Nora Alawie, född 15 oktober 1985, är en svensk programledare i radio. 
Alawie inledde sin karriär på P3 Guts, ett program som möjliggjorde för unga flickor att jobba med radio. År 2006 var hon programledare för Frank i samma kanal och under sommaren 2007 var hon en av programledarna för Morgonpasset i P3. Samma år var Alawie programledare för kulturprogrammet Gör det själv på P3. Året därpå var hon en av deltagarna i SVT-programmet TV-stjärnan. År 2009 medvcerkade hon i Granne med Golnaz.